# Leandro Peñalver
Leandro Peñalver (* 23. Mai 1961 in Matanzas) ist ein ehemaliger kubanischer Leichtathlet, der sich auf den Sprint spezialisiert hatte.

## Sportliche Erfolge
Seinen größten sportlichen Erfolg feierte Peñalver bei den Leichtathletik-Weltmeisterschaften 1987 in Rom, als er gemeinsam mit Agustin Pavó, Lázaro Martínez und Roberto Hernández die Bronzemedaille in der 4-mal-400-Meter-Staffel gewann. In der nationalen Rekordzeit von 2:59,16 min musste sich das kubanische Quartett nur dem US-amerikanischen Team (2:57,29 min) und der britischen Stafette (2:58,86 min) geschlagen geben. 
Peñalver gewann zudem mit Félix Stevens, Jorge Aguilera und Joel Lamela die Goldmedaille in der 4-mal-100-Meter-Staffel bei den Panamerikanischen Spielen 1991 in Havanna.
Auch als Einzelstarter war Peñalver erfolgreich: So gewann er bei den Panamerikanischen Spielen 1983 in Caracas den Titel im 100-Meter-Lauf sowie die Silbermedaille im 200-Meter-Lauf. Zwei Jahre später siegte er im 200-Meter-Rennen der Sommer-Universiade in Kōbe.

## Sonstiges
Bei einer Körpergröße von 1,75 m betrug Peñalvers Wettkampfgewicht 71 kg. Seine Bestzeit im 100-Meter-Lauf liegt bei 10,06 Sekunden (1983).